# Гулак-Артемовский, Семён Степанович

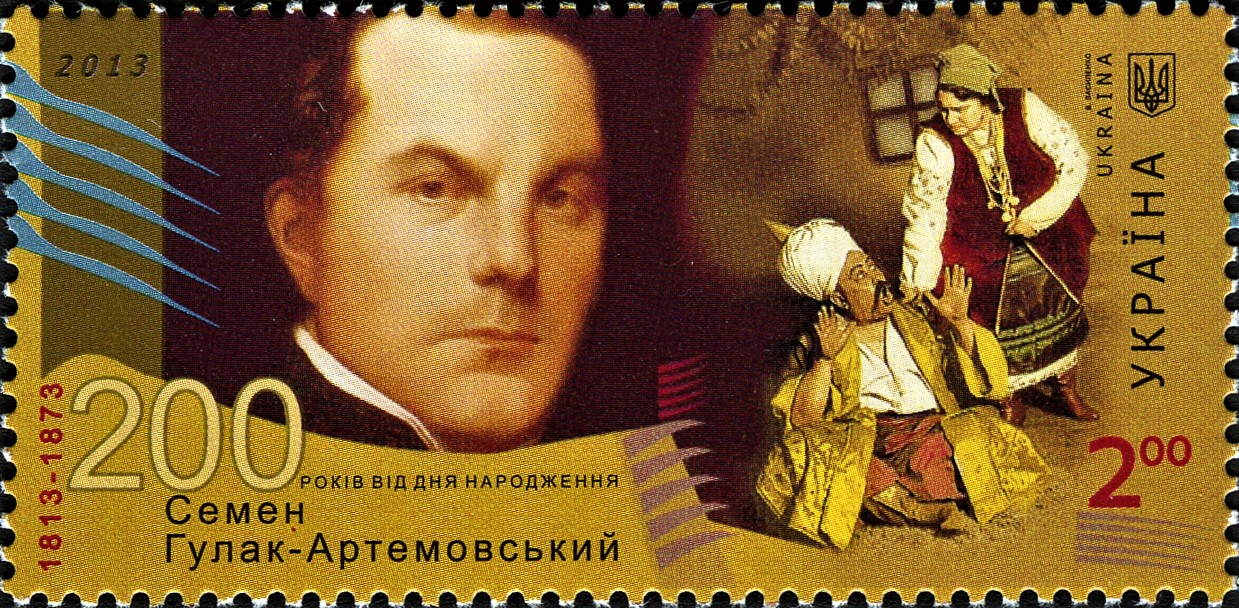
Почтовая марка Украины, посвящённая С. Гулаку-Артемовскому

Семён Степа́нович Гула́к-Артемо́вский (4 (16) февраля 1813, Городище — 5 (17) апреля 1873, Москва) — украинский композитор, певец (бас-баритон), драматический артист, драматург, племянник писателя П. П. Гулака-Артемовского. Автор первой украинской оперы.

## Биография
В 11 лет поступил в Киевское духовное училище; в 1835—1838 годы учился в Киевской духовной семинарии. Обладал красивым голосом-дискантом; после мутации голоса развился баритон.
По распоряжению киевского митрополита Евгения (Болховитинова) был взят в хор Софийского собора, в 1830 — в хор Михайловского монастыря.
В 1838 году за богослужением в Михайловском монастыре на него обратил внимание М. И. Глинка, предложивший ему переехать в Санкт-Петербург; до 1839 года обучал его музыке и вокалу, готовил для оперной сцены; 1839 году, организовав в его пользу несколько концертов, на собранные средства отправил учиться за границу. Побывав в Париже, С. Гулак-Артемовский уехал в Италию, где после двух лет обучения дебютировал в 1841 году во флорентийской опере.
В 1842 году возвратился в Петербург, где на протяжении 22 лет, до 1864 года, был солистом Императорской русской оперы в Петербурге, а в 1864—1865 — Большого театра в Москве.
С. С. Гулак-Артемовский был исполнителем партии Руслана в московской премьере оперы М. И. Глинки «Руслан и Людмила» в Большом театре в 1846 году.
Популярность как композитору ему принесла опера «Запорожец за Дунаем». Опера впервые была поставлена на сцене Мариинского театра в Санкт-Петербурге в 25 мая 1863 года и имела некоторый успех. Однако в следующем сезоне оперу сняли из репертуара, поскольку выяснилось, что музыка оперы «позаимствована» у Моцарта (из оперы «Похищение из сераля»); автор в неё добавил несколько народных мелодий и чуть-чуть переработал отдельные места. В то же время автором либретто был сам Гулак-Артемовский и он же выступил в главной партии удалого казака-подкаблучника Карася. Дмитрий Антонович писал в 1925 году об этой опере так: «Опера Моцарта „Похищение из сераля“ на Украине никогда не исполняется, а „Запорожца за Дунаем“ хорошо знает каждый украинский театрал».
Отдельное место в творческом наследии Гулака-Артемовского занимают украинские песни, в частности «Стоїть явір над водою» (посвящённая Тарасу Шевченко, с которым автор дружил с 1838 года), «Спать мені не хочеться» и другие. В Киев Гулак-Артемовский приезжал в 1843 году с целью отбора певцов и в 1850 году, когда гастролировал с итальянской оперной труппой.
Восхищался народной медициной, статистикой, в 1854 году он составил «Статистические-географические таблицы городов Российской империи».

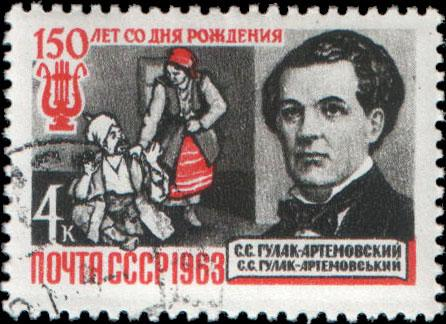
Композиторы нашей Родины. С. С. Гулак-Артемовский (1813-1873), украинский композитор, певец (бас-баритон), драматический артист, драматург.

Скончался 5 апреля 1873 года в Москве, похоронен на Ваганьковском кладбище на участке 33.